# Bridgeport (Ohio)
Bridgeport es una villa ubicada en el condado de Belmont en el estado estadounidense de Ohio. En el Censo de 2010 tenía una población de 1831 habitantes y una densidad poblacional de 513,77 personas por km².

## Geografía
Bridgeport se encuentra ubicada en las coordenadas 40°3′53″N 80°44′54″O / 40.06472, -80.74833, a la orilla derecha o norte del río Ohio que la separa de Virginia Occidental. Según la Oficina del Censo de los Estados Unidos, Bridgeport tiene una superficie total de 3.56 km², de la cual 3.54 km² corresponden a tierra firme y (0.73%) 0.03 km² es agua.

## Demografía
Según el censo de 2010, había 1831 personas residiendo en Bridgeport. La densidad de población era de 513,77 hab./km². De los 1831 habitantes, Bridgeport estaba compuesto por el 89.68% blancos, el 6.94% eran afroamericanos, el 0% eran amerindios, el 0.22% eran asiáticos, el 0% eran isleños del Pacífico, el 0.16% eran de otras razas y el 3% pertenecían a dos o más razas. Del total de la población el 0.16% eran hispanos o latinos de cualquier raza.